# Joe Axelson
Joseph Allen Axelson, detto Joe (Peoria, 25 dicembre 1927 – Coronado, 31 maggio 2008), è stato un dirigente sportivo statunitense, attivo nella NBA. Fu il primo vincitore dell'NBA Executive of the Year Award, al termine della stagione NBA 1972-1973.

## Carriera
In NBA ha lavorato esclusivamente come general manager dei Sacramento Kings, nell'arco di due periodi: dal 16 aprile 1969 all'11 luglio 1979, e dal 30 aprile 1982 sino al 7 marzo 1988. Fece parte del gruppo dirigenziale responsabile del trasferimento dei Kings (all'epoca denominati "Royals") da Cincinnati a Kansas City.